# Вірунґа (фільм)
Вірунґа — британський документальний фільм 2014 року режисера Орландо фон Айнзіделя. Він зосереджений на природоохоронній роботі наглядачів парку в національному парку Вірунґа в Конго під час розгортання жорстокого повстання у Північному Ківу у 2012 році та досліджує діяльність британської нафтової компанії Soco International у межах об'єкта Всесвітньої спадщини ЮНЕСКО. У квітні 2014 року Soco International завершила офіційне вивчення нафтових можливостей у Вірунзі. Прем'єра фільму відбулася на кінофестивалі Трайбека 17 квітня 2014 року. Після трансляції на Netflix він був номінований на премію «Оскар» за найкращий повнометражний документальний фільм.

## Опис
Документальний фільм розповідає історію чотирьох персонажів, які борються за захист національного парку Вірунґа в Демократичній Республіці Конго, де живуть останні гірські горили у світі, від війни, браконьєрства та загрози розвідки нафти. Слідом за опікуном горил Андре Баума, наглядачем центрального сектору Родрігом Мугарукою Катембо, головним наглядачем Еммануелем де Меродом і французькою журналісткою-розслідувачем Мелані Губі фільм зосереджується на природній красі та біорізноманітті Вірунґи, а також на складних політичних і економічних питаннях навколо розвідки нафти та збройного конфлікту в регіоні.

## Виробництво
Виробництво почалося в 2012 році, коли фон Айнзідель відвідав національний парк Вірунґа в Демократичній Республіці Конго з наміром задокументувати позитивний прогрес, досягнутий адміністрацією парку в заохоченні туризму та розвитку в регіоні. Однак через три тижні після прибуття у Вірунґу в квітні 2012 року почався конфлікт повстання М23, зміщуючи фокус фільму на висвітлення зароджуваного конфлікту.
Фон Айнзідель співпрацював з представниками парку та французькою журналісткою Мелані Губі, щоб дослідити роль британської нафтової компанії Soco International, яка вела діяльність у цьому районі. Зйомка під прикриттям показала, що представники Soco пропонують хабарі наглядачам парку.
Soco International рішуче заперечує звинувачення, зроблені в документальному фільмі.

## Поширення
Світова прем'єра «Вірунги» відбулася 17 квітня 2014 року на кінофестивалі «Трайбека» в Нью-Йорку. Прем'єра фільму відбулася всього через два дні після того, як головний наглядач національного парку Вірунга Еммануель де Мерод був застрелений невідомими озброєними людьми на дорозі з міста Гома до штаб-квартири парку в Румангабо. Де Мероде пережив напад, і після цього відбулася прем'єра «Вірунги».
Фільм був показаний на багатьох кінофестивалях по всьому світу, включаючи канадські фестивалі Hot Docs і DOXA; Docville в Левені, Бельгія; у США на кінофестивалі Літл-Рок в Арканзасі, Mountainfilm у Колорадо, AFI Docs у Вашингтоні, Кінофестиваль у Траверс-Сіті в Мічигані. Британська прем'єра фільму відбулася на Единбурзькому міжнародному кінофестивалі 24 червня 2014 року.
28 липня 2014 року було оголошено, що Netflix отримав ексклюзивні права на фільм. Документальний фільм вийшов на сервіс 7 листопада того ж року. 23 червня 2020 року було оголошено, що Баррі Дженкінс займеться сценарієм повнометражної екранізації «Вірунги», а продюсером стане Леонардо Ді Капріо.

## Відгуки

### Критика

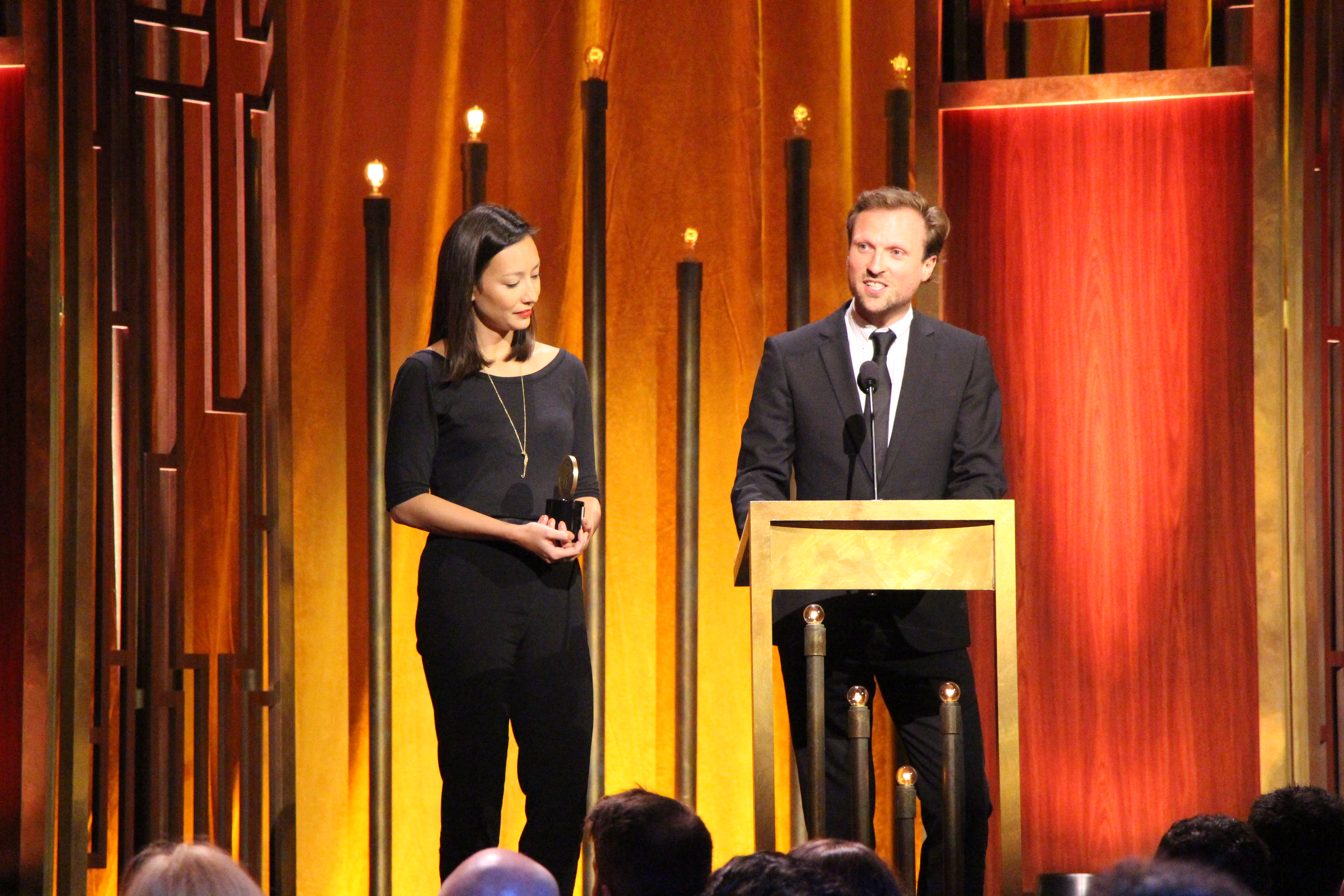
Джоанна Натасегара та Орландо фон Айнзідель на 74-й щорічній церемонії вручення премії Пібоді

«Вірунґа» отримав загальне визнання критиків. На сайті Rotten Tomatoes фільм має 100 % рейтинг на основі 21 рецензії із середньою оцінкою 9,09/10. Критичний консенсус на сайті звучить так: «Вірунґа пропонує несамовитий погляд на природні дива, вразливі до звірств жадібності — і людей, які присвячують своє життя їхньому захисту». Metacritic, ще один агрегатор рецензій, присвоїв фільму середньозважену оцінку 95 балів зі 100 на основі 5 рецензій від провідних критиків, що свідчить про «загальне визнання». Наразі це один із найрейтинговіших фільмів на сайті.
Жаннет Катсуліс, яка писала для Нью-Йорк таймс, назвала фільм «надзвичайним», тоді як кінокритик Лос-Анджелес таймс Шері Лінден описала «Вірунґу» як «терміновий звіт про розслідування та незабутню драму… твір, що розриває серце ніжністю та запаморочливий саспенс». Ронні Шайб написав для Вараєті, що «Вірунґа» — «надзвичайний документальний фільм», у якому «достатньо дії, пафосу, напруги, продажних лиходіїв, відважних героїв і вимираючих горил, як на десяток художніх фільмів». Том Ростон написав для POV-блогу PBS, що «Вірунґа — найкращий документальний фільм, який я бачив цього року».

### Нагороди
Вірунґа отримав кілька нагород, включаючи премію Пібоді; нагорода за повнометражний документальний фільм на фестивалі документального кіно DOXA у Ванкувері, Канада; Нагорода міжнародного режисера-початківця на Hot Docs у Торонто; нагорода за документальний фільм «Золота скеля» на кінофестивалі в Літл-Року; і нагороду «Дій і змінюйся разом» (ACT Now) на кінофестивалі Crested Butt . Він отримав два гонги на One World Media Awards BAFTA — найкращий документальний фільм та нагороду за звіти про корупцію. Фільм також був номінований на найкращий повнометражний документальний фільм на кінофестивалі Tribeca. Фільм був номінований на премію «Оскар» за найкращий повнометражний документальний фільм на 87-й церемонії вручення премії «Оскар».

## Вплив
Звинувачення, висунуті в документальному фільмі проти Soco International і підтримані місцевими неурядовими організаціями та організаціями громадянського суспільства, що працюють у національному парку Вірунґа та навколо нього, посилили тиск на компанію, щоб вона припинила розвідку нафти на території, що охороняється Всесвітньою спадщиною.
11 червня 2014 року Soco International і Всесвітній фонд природи оголосили про спільну заяву, в якій нафтова компанія зобов'язалася «не проводити та не доручати будь-якого розвідувального чи іншого буріння в національному парку Вірунга, якщо ЮНЕСКО та уряд ДРК не погодяться, що така діяльність не є несумісною з її Статус Всесвітньої спадщини». Багато хто вважав це перемогою WWF, який протягом тривалого часу вів кампанію за те, щоб Soco покинув регіон, і також віддали належне режисерам. Однак творці фільму разом з іншими неурядовими організаціями, такими як Global Witness, Human Rights Watch, та місцевими організаціями громадянського суспільства, висловили серйозне занепокоєння щодо достовірності цієї угоди.
Керівництво Всесвітнього фонду дикої природи тепер визнає, що битва за Вірунґу навряд чи закінчилася. Soco ще не відмовилася від своїх операційних дозволів або зобов'язалася беззастережно відмовитися. «Вони залишають двері відкритими», — сказав Зак Абрагам, директор глобальних кампаній Всесвітнього фонду дикої природи.
13 березня 2015 року ВВС повідомило, що Демократична Республіка Конго заявляє, що потенційно може перекроїти межі національного парку Вірунґа, щоб дозволити розвідку нафти.
4 листопада 2015 року Soco заявила, що більше не має частки в ліцензії на розвідку національного парку ДРК.